# 和集

和集运算例子

在加性组合数学里，阿贝尔群G中的两个子集A与B的和集（也被称为闵可夫斯基和）被定义为A中任意元素与B中任意元素之和的集合，即
{\displaystyle A+B=\{a+b:a\in A,b\in B\}.}